# Cortes de Santarém de 1273
As Cortes de Santarém de 1273 realizaram-se nesta cidade e nesta data para resolução do diferendo com a Igreja.
Foi na  presença dos delegados papais que o rei D. Afonso III criou uma comissão para averiguar e reparar as ofensas e prejuízos à Igreja, o que acalmou a situação até 1275.